# Gordana Kuić
Gordana Kuić (Serbio cirílico: Гордана Куић, pronunciado [ɡǒrdana kǔːél͜ɕ]; Belgrado, 29 de agosto de 1942 - 13 de enero de 2023) era una novelista serbia. Recibió numerosos premios de literatura en los países que conformaban Yugoslavia.

## Trayectoria
Nació en Belgrado durante la Segunda Guerra Mundial.  Su padre era serbio y su madre pertenecía a una familia de judíos sefardíes. Estudió Inglés, Filología y Literatura en la Universidad de Belgrado y trabajó como English Teaching Advisor en la Embajada de Estados Unidos en Belgrado, y para la Soros Foundation en Nueva York.

### Obra
Su trabajo se inspiraba principalmente en su madre, Blanki Levi, y sus tías, especialmente Laura Papo Bohoreta (de soltera Luna Levi). La familia de su madre eran judíos sefardíes arribados a los Balcanes. Kuić era conocida, sobre todo, por su primera novela, El olor de la lluvia en los Balcanes, un éxito de ventas inesperado inicialmente publicado por la imprenta comunitaria judía de Belgrado en 1986. 
Los protagonistas son los Salom, una familia sefardí que vive en Sarajevo. La novela es una reconstrucción de los cambios de vida, identidad y mentalidades que sufrió la minoría judía de los Balcanes, y concretamente en la rama judía sefardí de Bosnia, a lo largo de la primera mitad del siglo XX, centrada sobre todo en las mujeres de la familia. Las hermanas Salom se niegan a adoptar el papel tradicional de madres, esposas y transmisoras de la tradición judía que había correspondido a su madre.
El ladino o judeoespañol está presente a lo largo de la novela, en palabras, dichos y expresiones cuando las hermanas hablan con la madre, cuando hablan entre sí o cuando hablan consigo mismas.
En 1991 se estrenó un ballet basado en la novela en la Ópera Nacional de Sarajevo. También se ha adaptado como obra de teatro, serie de televisión, y película.

## Obras

### Novelas
La "tetralogía de los Balcanes":
- Miris kiše na Balkanu (El olor de la lluvia en los Balcanes), 1986
- Cvat lipe na Balkanu (Flores de Tilo en los Balcanes), 1991
- Smiraj dana na Balkanu (Crepúsculo en los Balcanes), 1995
- Duhovi nad Balkanom (Fantasmas sobre los Balcanes), 1997

La trilogía, en la que cada novela se centra en un personaje sefardí inspirado en personajes reales:
- Legenda o Luni Levi (La Leyenda de Luna Levi9, 1999
- Bajka o Benjaminu Baruhu) (Cuento de hadas de Benjamin Baruh9, 2002
- Balada o Bohoreti (Balada de Bohoreta), 2006

### Relatos breves
- Preostale priče (Remanentes)
- S druge strane ningúnći (Por otro lado de la Noche)